# Van Deren Coke
Frank Van Deren Coke, F. Van Deren Coke nebo Van Deren Coke (4. července 1921, Lexington v Kentucky – 11. července 2004, Albuquerque v Novém Mexiku) byl americký fotograf, vědec a muzejní profesionál.

## Životopis
Coke s fotografií začínal jako praktikující fotograf. Studoval u Nicholase Haze na Vysoké škole fotografie Clarence H. Whitea a později u Ansela Adamse. První výstavu měl na University of Kentucky v roce 1940, když tam studoval historii a dějiny umění.

## Muzejní práce
Coke byl zakládajícím ředitelem muzea umění University of New Mexico v letech 1962 až 1970. V roce 1970 – během posledního roku Beaumonta Newhalla – působil jako zástupce ředitele a od roku 1971 do roku 1972 jako ředitel muzea George Eastmana (následně George Eastman House). V letech 1979 až 1987 působil jako ředitel fotografického oddělení San Francisco Museum of Modern Art.

## Publikace
- Taos and Santa Fe: The Artists Environment, 1882-1942. [s.l.]: [s.n.] OCLC 833769
- The Painter and the Photograph: From Delacroix to Warhol. [s.l.]: [s.n.] OCLC 256243099
- Nordfeldt The Painter. [s.l.]: [s.n.] OCLC 186959898
- Andrew Dasburg. [s.l.]: [s.n.] OCLC 5102073
- COKE, Van Deren. Photography in New Mexico: from the daguerreotype to the present. [s.l.]: [s.n.], 1979. Dostupné online. ISBN 9780826304957. OCLC 4494710